# Placida
Placida is een geslacht van weekdieren uit de klasse van de Gastropoda (slakken).

## Soorten
- Placida babai Ev. Marcus, 1982
- Placida brevicornis (A. Costa, 1867)
- Placida brevirhina (Trinchese, 1874)
- Placida cremoniana (Trinchese, 1892)
- Placida dakariensis (Pruvot-Fol, 1953)
- Placida dendritica (Alder & Hancock, 1843) = Groene rolsprietslak
- Placida fralila Burn, 1966
- Placida kingstoni T. E. Thompson, 1977
- Placida saronica (T. E. Thompson, 1988)
- Placida tardyi (Trinchese, 1874)
- Placida verticilata Ortea, 1982
- Placida viridis (Trinchese, 1874)